# Trycherus chopardi
Trycherus chopardi là một loài bọ cánh cứng trong họ Endomychidae. Loài này được Villiers miêu tả khoa học năm 1953.